# Pierre Bourson (homme politique)
Ne doit pas être confondu avec Pierre Bourson (résistant).
 (février 2017).
Si vous disposez d'ouvrages ou d'articles de référence ou si vous connaissez des sites web de qualité traitant du thème abordé ici, merci de compléter l'article en donnant les références utiles à sa vérifiabilité et en les liant à la section « Notes et références ».
Pierre Bourson, né le 19 février 1927 à Casablanca et mort le 7 mars 2016 à Saint-Germain-en-Laye , est un médecin, historien, écrivain et homme politique français.

## Biographie
Pierre Bourson est médecin oto-rhino-laryngologiste ; maire de Carrières-sur-Seine de 1970 à 1977 et de 1983 à 2001, il a notamment participé à des émissions sur Radio Courtoisie, à l'invitation de Jean Ferré.
Il meurt le 7 mars 2016 à l'âge de 89 ans.

## Publications
- Robespierre ou le délire décapité, Buchet/Chastel, 1993
- L'Affaire Panama, De Vecchi, 2000
- L'Affaire Louis XIV, De Vecchi, 2006
- Germaine Berton, la Charlotte Corday des anarchistes, Publibook, 2008
- La IIIe République, 1919-1940 : histoire chronologique, Godefroy de Bouillon, 2009, 234 p.
- La IVe République : la République des illusions perdues, Godefroy de Bouillon, 2010, 225 p.

## Distinctions
- Prix Littré 1994 pour Robespierre ou le délire décapité.